# Jagd im Frühen Ägypten

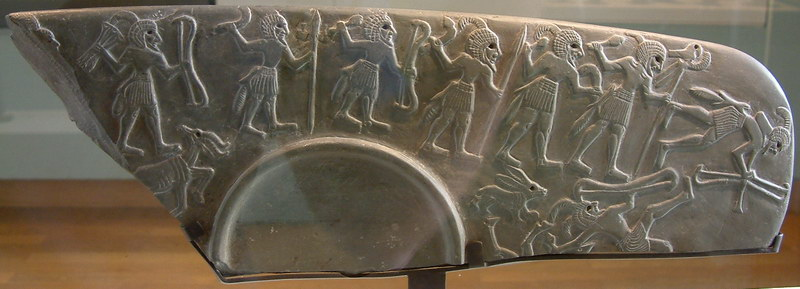
Fragment der Jäger-Palette, auf der Jäger in traditioneller Ausstattung dargestellt werden.

Die Jagd war in der Prädynastik und in der Frühzeit Ägyptens eines der wichtigsten kulturellen, wirtschaftlichen und gesellschaftlichen Ereignisse.

## Jäger und Jagdausrüstung

### Bewaffnung

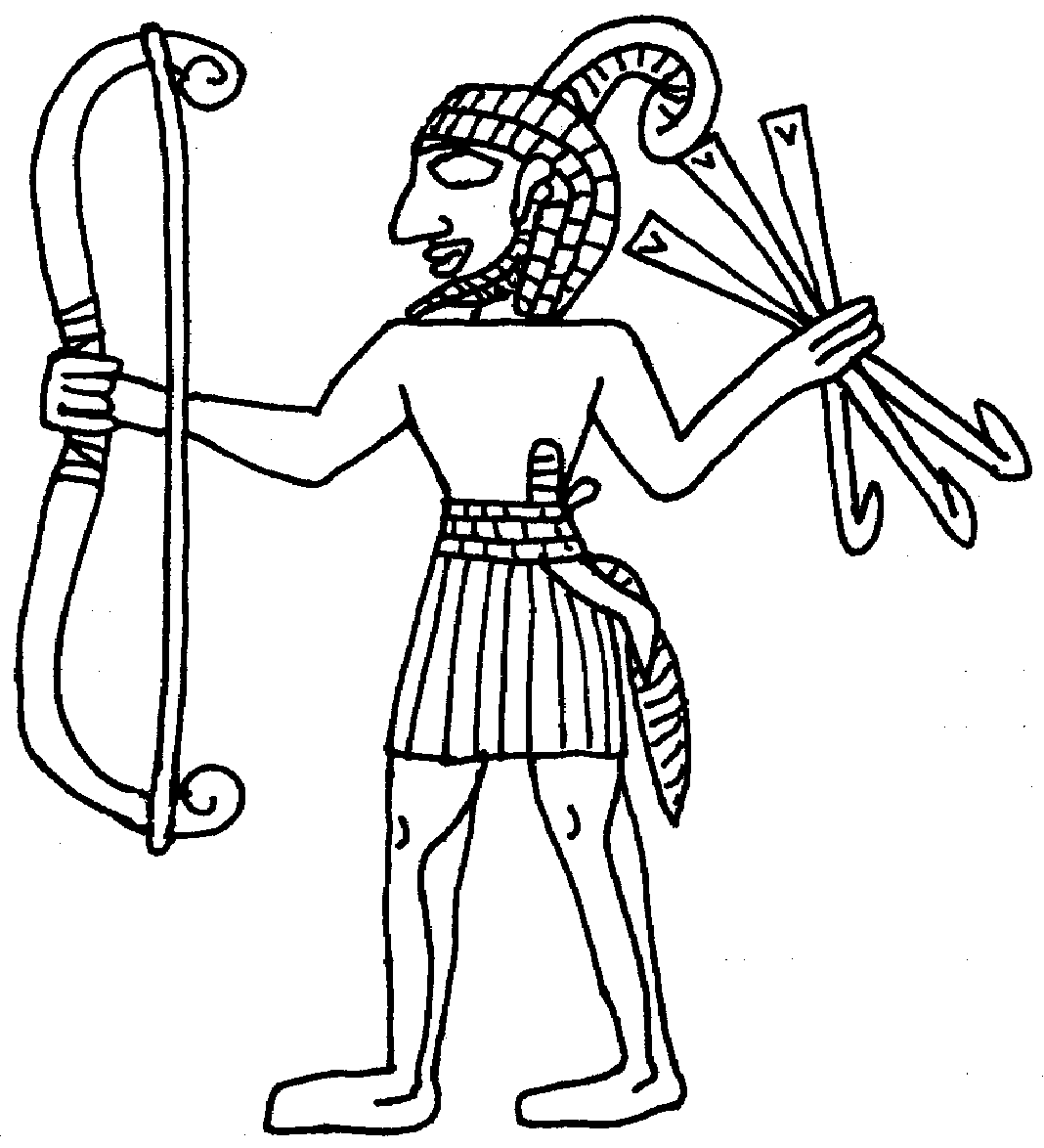
Jäger mit Pfeil und Bogen (Detail der Jäger-Palette)

Zur typischen Bewaffnung der frühägyptischen Jäger gehörten Wurfholz, doppelklingige Axt, Speer, Dolch, Pfeil und Bogen, birnenköpfige Prunkkeulen und sogar Lassos. Während Wurfholz, Speer, Bogen und Lasso zu den Fernwaffen gerechnet werden können, taugten Keule, Axt und Dolch nur als Nahkampfwaffe. Als häufig verwendete Materialien für die Waffen sind Akazienholz, Tierknochen, Elfenbein, Feuerstein, Brekzie, Schilfrohrfasern und Kupfer nachgewiesen. Pfeile waren an ihrem Schaft oft mit Vogelfedern bestückt, um den aerodynamischen Druckpunkt hinter den Schwerpunkt zu verschieben und so die Flugeigenschaften zu verbessern. Daneben waren auch Fischernetze und Harpunen für die marine Jagd in Gebrauch.

### Ausstattung
Die Bekleidung und Ausrüstung der frühägyptischen Jäger bestand aus einem ledernen oder leinenen Schurz und Ledergürteln. Sandalen als Fußschutz waren zwar bekannt, galten aber offenbar als Luxusgut, das Königen und hohen Adligen vorbehalten war. Dies verdeutlicht die Darstellung eines Sandalenträgers auf der Narmer-Palette. Generell werden Jäger und auch Krieger stets barfuß gezeigt. Ob auch Schilde bekannt und in Gebrauch waren, ist umstritten, da Schilde bei einer bloßen Jagd vermutlich eher hinderlich als nützlich gewesen wären. Andererseits sind Nahkämpfe mit größeren Tieren bildlich festgehalten, sodass Schilde den nötigen Schutz geboten hätten. In den fraglichen Darstellungen sehen einige Forscher hingegen Proviantbeutel, die mitgeführt wurden.

## Beute

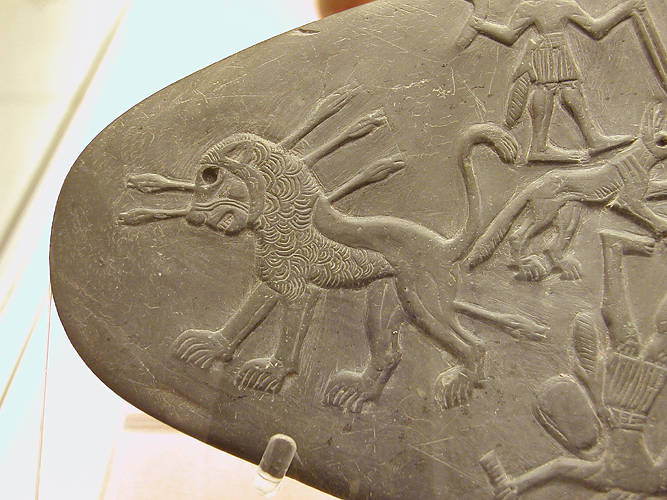
Erlegter Löwe (Detail der Jäger-Palette)

Fische und Reptilien
siehe Hauptartikel Fisch im Alten Ägypten
Das Fangen von Fischen umfasste Arten wie Meeräschen, Tilapia, Anguilla, Nilhecht, Welse und Nilkarpfen. Auch Reptilien, vor allem Krokodile, wurden erbeutet. Ob auch Echsen dazu gehörten, ist umstritten, aufgrund der Häufigkeit ihrer Darstellung kann dies aber vermutet werden.
Vögel
Zu den vielbejagten Vogelarten zählten Strauß, Krickente, Spießente, Rothalsgans, Weißkopf-Ruderente, Purpurhuhn, Rebhühner, Wachteln, Tauben, Kraniche und Pelikane.
Wild
Typisches Kleinwild, das gejagt wurde, umfasste ausschließlich Hasen. Zum Großwild im Jagdrepertoire zählten: Löwen, Panther, Geparden, Elefanten, Nilpferde, Nashörner, Oryxantilopen, Bubalisantilope, Dorkasgazellen, Steinbock, Wildschweine, Giraffen, Wildesel, Damagazellen und sogar Hyänen. Dass Letztere nicht bloß abgerichtet, sondern auch den Göttern geopfert wurden, lassen Reliefs aus dem Alten Reich vermuten, auf denen Hyänen genudelt werden.

## Wirtschaftsfaktor

### Eigenbedarf
Die erbeuteten Tiere dienten in erster Linie der Versorgung mit Fleisch und Eiern. Daneben waren sie ergiebige und begehrte Lieferanten von Tierfellen, Knochen, Elfenbein, Tierzähnen (für Schmuck und Werkzeuge), Häuten, Vogelfedern und Tierfett. Das Fleisch wurde sofort verzehrt oder gepökelt, beziehungsweise gedörrt oder geräuchert. Tierfelle und -häute wurden zu Kleidung und Waffenteilen verarbeitet oder als Liege- und Abdeckmatten verwendet. Vogelfedern dienten überwiegend der Zierde oder für die Bestückung von Pfeilen.

### Tauschhandel
Neben dem Eigenbedarf diente der Ertrag aus den Jagdbeuten auch dem Tauschhandel mit Nachbarreichen wie Mesopotamien, Syrien (heutiges Israel) und der Levante. Besonders gefragt bei den Handelspartnern waren Felle und Elfenbein, aber auch gefangene Tiere, die dann gegen kostbare Duftöle, Edelhölzer wie Zypresse und Libanon-Zeder sowie Schmucksteine – zum Beispiel Türkis und Amethyst – eingetauscht wurden. Die umfangreiche Menge an gefundener ausländischer Ware in den Gräbern frühdynastischer Herrscher und Bediensteter bezeugt einen beachtlichen Erfolg und Profit, der aus dem Tauschhandel erwuchs.

## Kulturgeschichtliches
Das Jagen und Fischen lässt sich entlang des Niltals bis ins frühe Neolithikum zurückverfolgen und wird als eine der gesellschaftlichen Grundlagen für die Sesshaftwerdung und die Gründung der frühägyptischen Hochkultur verstanden. Funde von Fisch- und Säugetierknochen lassen Rückschlüsse auf einen sehr abwechslungsreichen Speiseplan zu, der allerdings deutlich vom jahreszeitlichen Rhythmus der Natur, insbesondere der alljährlichen Nilüberschwemmung, abhängig war, ganz so, wie es auch die Tier- und Pflanzenwelt war. Denn die meisten bejagbaren Tiere mussten während der Trockenzeit tiefer ins Niltal wandern, um nicht zu verdursten. Verständlich also, dass bereits den Menschen der Prä- und Frühdynastik der Nil geradezu heilig war, bot er ihnen doch Nahrung. Die Jagd hatte aber auch von jeher eine religiös-kultische Bedeutung für die frühen Ägypter. Speziell die Nilpferdjagd und die Löwenjagd avancierten im Verlauf der frühen Epochen zu kultischen Events, die ausschließlich der königlichen Elite zustanden. Artefakte wie die Zwei-Hunde-Palette und die Jäger-Palette, aber auch viele kunstvoll verzierte Objekte aus Elfenbein und Schmucksteinen bezeugen den kultischen und gesellschaftlichen Stellenwert, den das Jagen hatte.